# Байконис (Степногорська міська адміністрація)
Байкони́с (каз. Байқоныс) — село у складі Степногорської міської адміністрації Акмолинської області Казахстану. Адміністративний центр Богембайського сільського округу.
Населення — 426 осіб (2021; 476 у 2009, 990 у 1999, 1627 у 1989).
Національний склад станом на 1989 рік:
- росіяни — 42 %.

До 2019 року село називалось Степногорське.